# Skala (Vlastějovice)
Skala (německy Skala) je vesnice, část obce Vlastějovice v okrese Kutná Hora. Nachází se asi 1,5 kilometru jižně od Vlastějovic. Leží na levém břehu Sázavy. Skala leží v katastrálním území Kounice nad Sázavou o výměře 6,69 km².

## Historie
První písemná zmínka o vesnici pochází z roku 1454.

## Fotogalerie

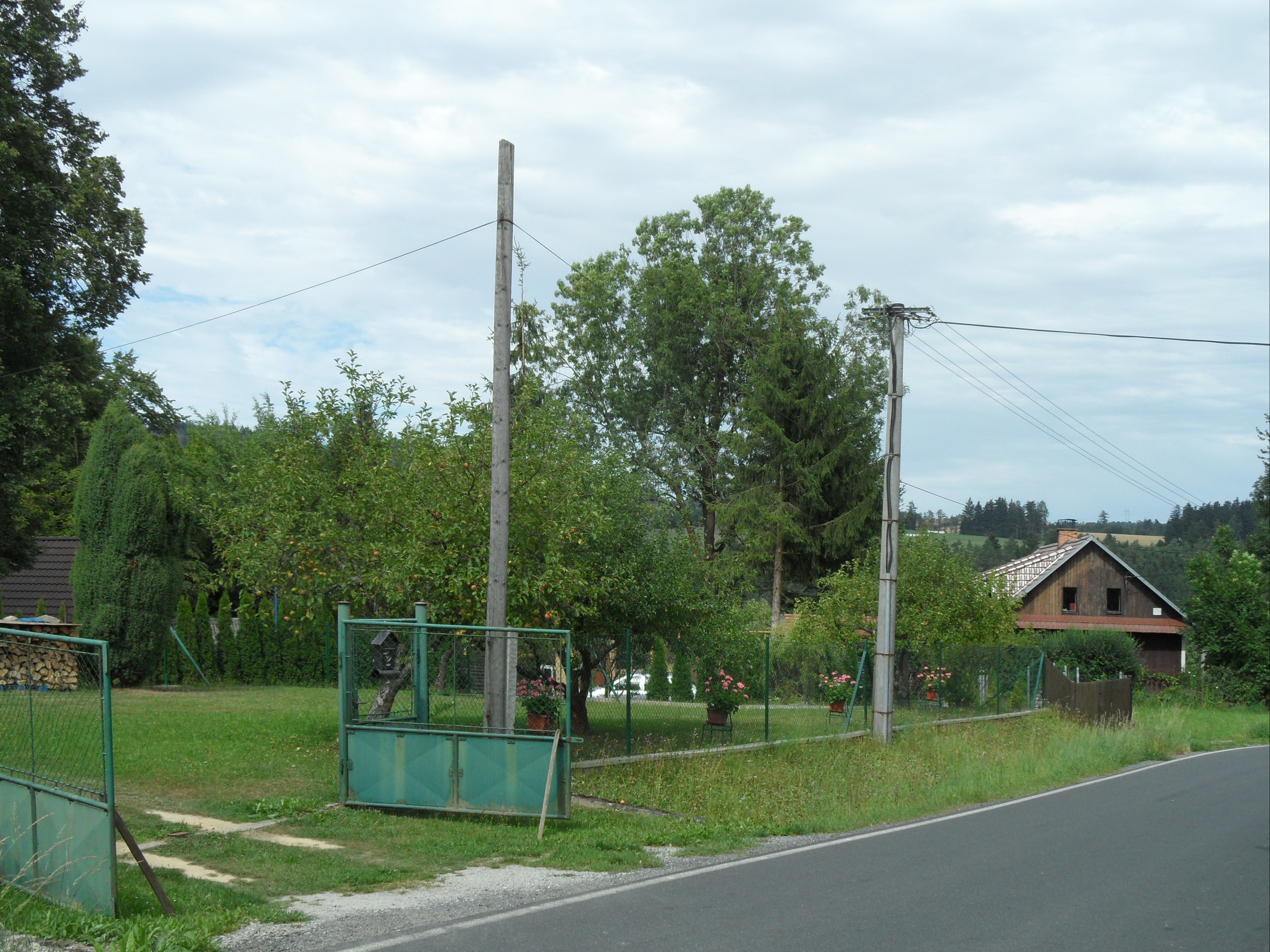
Podél silnice Vlastějovice–Kounice
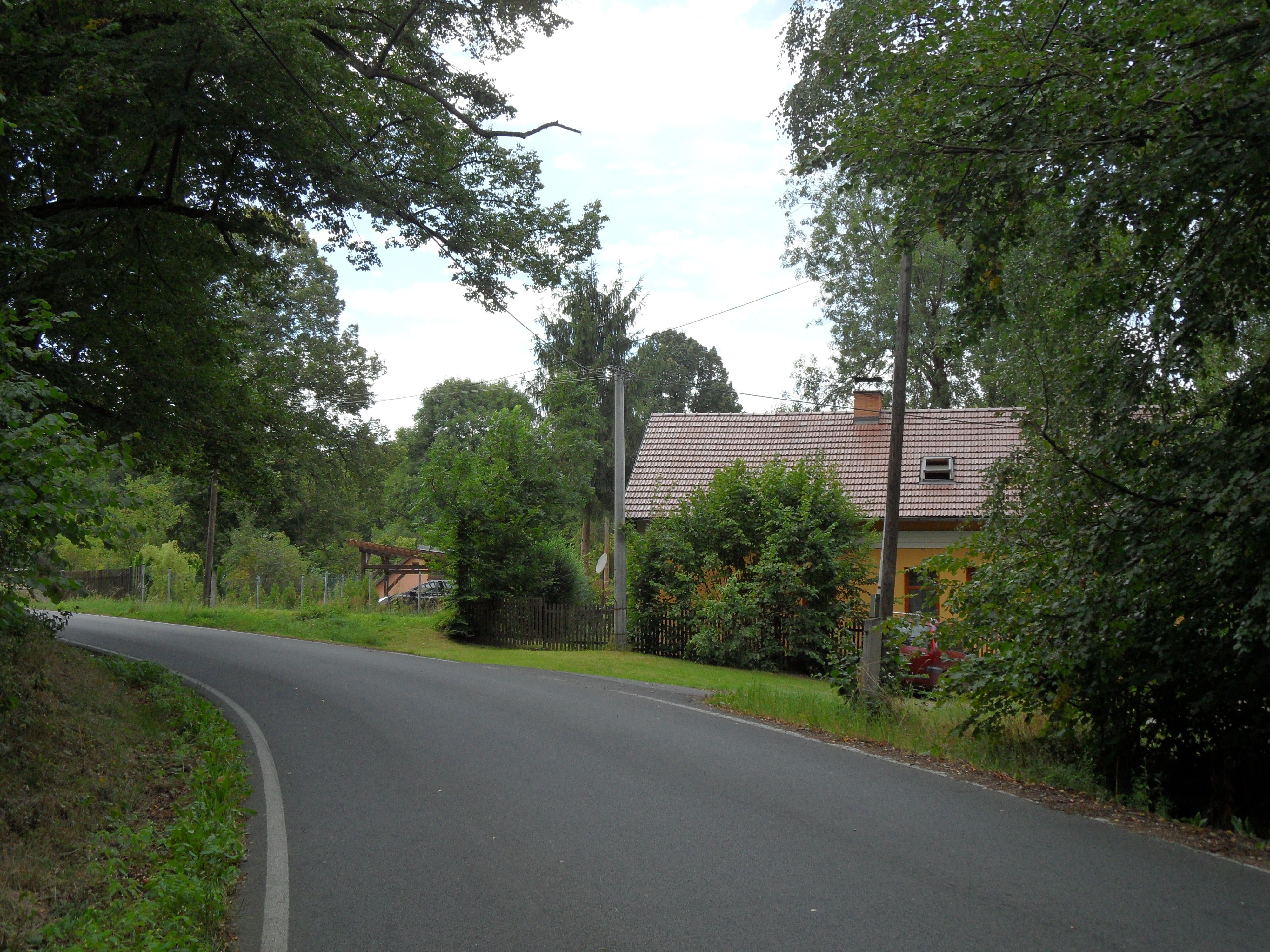
Zatáčka silnice Vlastějovice–Kounice
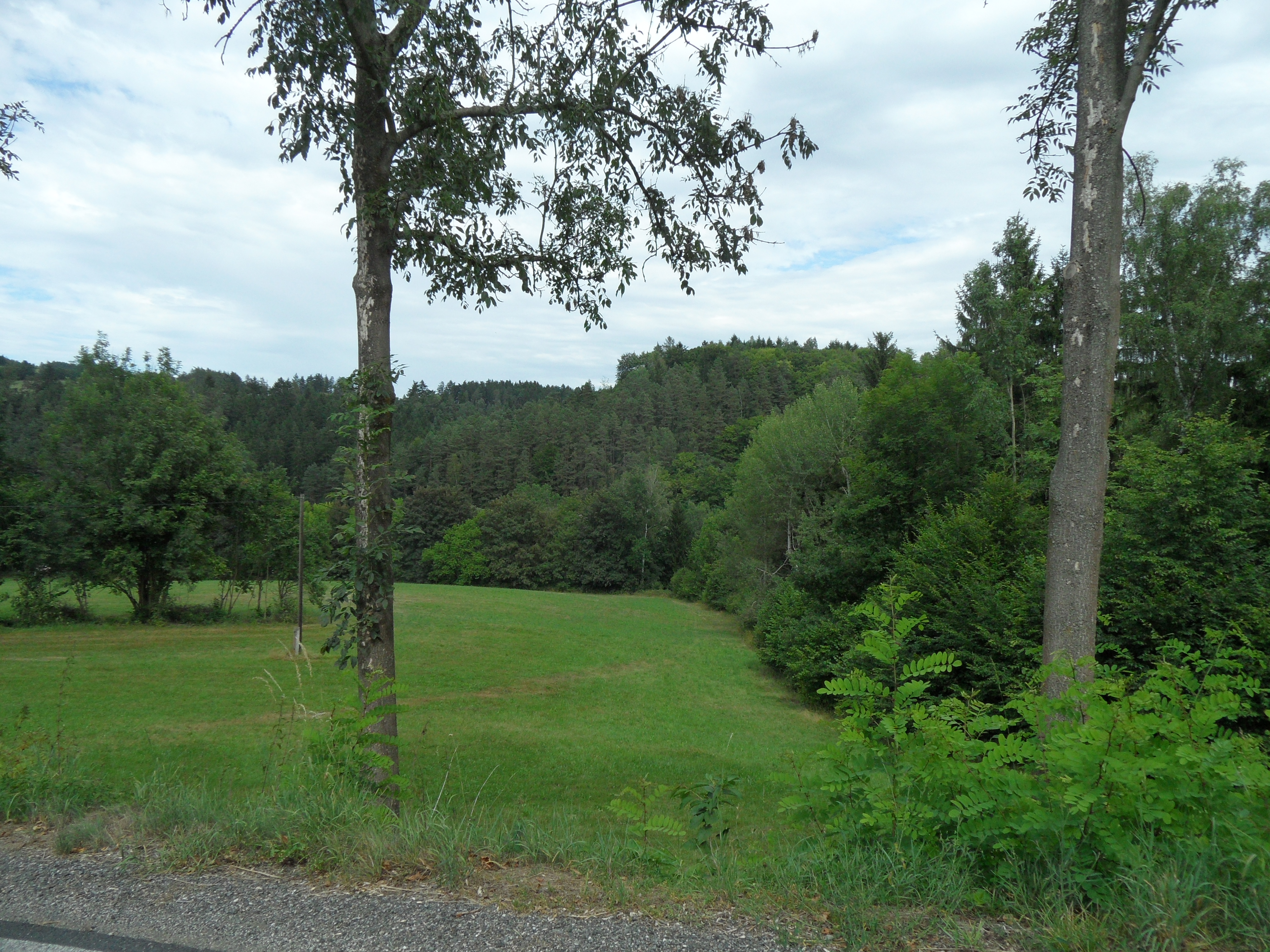
Výhled k řece Sázavě